# Angolszászok

Az anglik, szászok és jütök településterületei angliai betelepedésük nyomán

Az angolszászok (Anglo-Saxons, a 9. században óangolul még Angul-Saxons) a mai Nagy-Britannia keleti és déli részeit az i. sz. 5. században megszálló germán törzsek, az anglik és a szászok, valamint a jütök etnikai egyesülési folyamatára utal. A bencés szerzetes, Béda úgy határozta meg az angolszászokat, mint e három germán törzs leszármazottait.

## Történetük
A szászok a hunok okozta népvándorlás idején a volt római Britannia provinciába az 5–6. században két hullámban érkeztek a Brit-szigetre. A germán törzseket először Vortigern, a britonok királya hívta be, hogy segítsenek neki az írek és a piktek elleni harcban. A szászokkal tartottak az akkor közelükben élő angli törzsek, valamint frízek,frankok és jütök is, akiknek ekkori lakóhelyének nevét máig őrzi a dániai Jylland. A szászok, utánuk pedig az óangolok voltak a legszámosabbak, ezért nevezzük az egész vándorlást az angolszászok betelepedésének és az angolszász kifejezés máig használatban maradt.

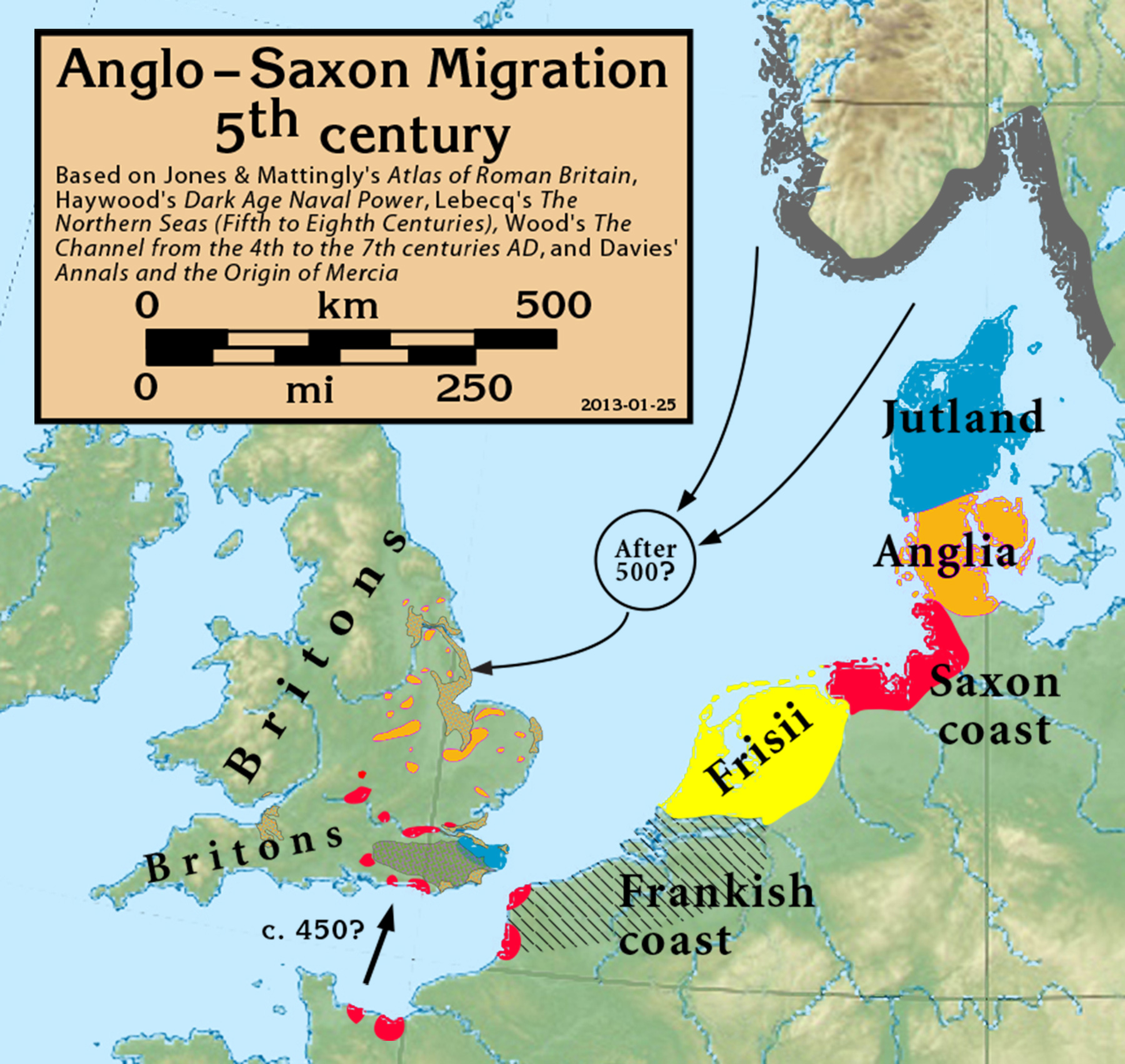
Régészeti bizonyítékok vannak arra, hogy az angolszász telepesek sokféle kontinentális helyről származtak

Legendák sora övezi az angolszász törzseknek a Brit-szigetre érkezését.
Az egymással közeli rokoni, társadalmi kapcsolatban álló törzsek kulturális és nyelvi közösséget alkottak. Településeik a 9. századig, Nagy Alfréd uralkodásáig még elkülönültek egymástól, főként a Közép- és Észak-Angliában uralkodó dán vikingek és a délnyugaton és nyugaton élő szászok politikai érdekszférájának különbözősége miatt. Az anglik Britanniának a dánok által ellenőrzött területén kelet-angliai Danelaw-ban éltek. A királyság (Wessex) hatalmi övezetén kívül Alfréd wessexi király elismerte a dán fennhatóságot a  kelet-angliai régióban Danelaw-ban. Edgár alatt, a 10. század végén gyors egybeolvadási folyamat zajlott le, és létrejött a politikailag, társadalmilag és nyelvileg és kulturálisan egységes angolszász közösség.
Az általuk beszélt nyelv (óangol) az ingveon nyugati germán nyelvjárásból ered, és a 11. századtól alakult át közép-angollá. Az óangol négy főbb dialektusra csoportosítható: a nyugati-szász, a merciai, northumbriai és kenti.
A helységnevek azt mutatják, hogy kisebb számban más germán törzsek is áttelepültek: frízek Freshambe, Frestonba és Fristonba; flamandok Flempton és Flimby környékén; szvébek Swaffham körül, és talán frankok telepedtek le Frankton és Frankley településeken.
Az „angolszász” periódus viszonylag rövid ideig tartott Anglia történetében, mert 1066-ban a normannok megszállták Angliát, és az utolsó angolszász király, Harold Godwinson, a Hastings melletti vesztes csatában meghalt. Az ófrancia nyelv és kultúra, Anglia normann elitjének közvetítésével, az angolszász lakosságra is hatással volt. E hatások nyomán fejlődött ki a középkorban a modern angol nyelv és az angol nép.

## További értelmezések
A középkorban az „angolszász” elnevezést az angliai szászokat (English Saxons) megkülönböztetésére is alkalmazták a szárazföldön élő szászoktól, akiket ószászoknak (Old Saxons) neveztek.
Az újkorban az „angolszász” szó mint főnév és mint jelző jelentéstartalma kibővült, egyúttal háttérbe szorult etnikai értelmezése. Ma elsősorban az északi féltekén élő angol nyelvközösség és annak kultúrája érthető alatta. Az angolszász irodalom alatt a britek és az észak-amerikai angol nyelvű alkotók irodalmi munkáit értjük. Hasonló eredetű általánosítások az angolszász oktatási rendszer vagy angolszász jogrendi hagyományok.
A második világháború idején, Franciaország kapitulációját követően általánosan használták Nagy-Britanniára és az Amerikai Egyesült Államokra az „angolszász hatalmak” elnevezést. Később ez alá értették a Brit Nemzetközösségnek a háborúban részt vevő tagállamait is.

## Fordítás
- Ez a szócikk részben vagy egészben az Anglo-Saxons című angol Wikipédia-szócikk fordításán alapul.  Az eredeti cikk szerkesztőit annak laptörténete sorolja fel. Ez a jelzés csupán a megfogalmazás eredetét és a szerzői jogokat jelzi, nem szolgál a cikkben szereplő információk forrásmegjelöléseként.